# Човек и свят
Човек и свят (на руски: Человек и свят) е монография на Сергей Рубинщайн и по своята поредност е след тази произведението му „Битие и съзнание“ (1957). По неговите думи необходимостта от написването на тази работа възникнала в резултат на това, че въпреки че труда „Битие и съзнание“ го насърчил в разрешаването на много въпроси за съотношението между психическата природа и материалните явление, но все пак самия проблем за битието и съзнанието в нея, по думи на автора, не е била обхваната докрай. Нещо повече, както казва Рубинщайн, постановката на въпроса, така както звучи в първата книга не може да бъде окончателна.

## История на произведението
Трудът „Человек и свят“ става последното произведение на Рубинщайн, авторът умира преди да успее да го довърши. Книгата е публикувана само през 1973 г., тринадесет години след смъртта на автора.